# ایلینی
ایلینی (به مجاری: Iliny) یک شهرداری در مجارستان است که در نوگراد واقع شده‌است. ایلینی ۶٫۴۶ کیلومتر مربع مساحت و ۱۸۵ نفر جمعیت دارد.